# كارول سويدرسكي
كارول سويدرسكي (مواليد 23 يناير 1997) هو لاعب كرة قدم بولندي يلعب في مركز المهاجم في نادي شارلوت.

## وصلات خارجية
- كارول سويدرسكي على موقع الاتحاد الدولي (مؤرشف)  (الإنجليزية)
- كارول سويدرسكي على موقع الاتحاد الأوربي (الإنجليزية)
- كارول سويدرسكي على موقع الدوري الأمريكي (الإنجليزية)
- كارول سويدرسكي على موقع قاعدة بيانات كرة القدم.إي يو (الإنجليزية)
- كارول سويدرسكي على موقع بيانات كرة القدم. دي إي (الألمانية)
- كارول سويدرسكي على موقع ليكيب (الفرنسية)
- كارول سويدرسكي على موقع ناشيونال فوتبول تيمز (الإنجليزية)
- كارول سويدرسكي على موقع Soccerway.com (الإنجليزية)
- كارول سويدرسكي على موقع عالم كرة القدم.نت (الإنجليزية)